# 20e cérémonie des Screen Actors Guild Awards
La 20e cérémonie des Screen Actors Guild Awards (SAG Awards), décernés par la Screen Actors Guild a eu lieu le 18 janvier 2014, et a récompensé les acteurs et actrices du cinéma et de la télévision ayant tourné l'année précédente. Elle a été diffusée simultanément sur TNT et TBS,.
Les nominations ont été annoncées le 11 décembre 2013 sur TNT,.

## Palmarès

### Cinéma

#### Meilleur acteur
- Matthew McConaughey pour le rôle de Ron Woodroof dans Dallas Buyers Club
  - Bruce Dern pour le rôle de Woody Grant dans Nebraska
  - Chiwetel Ejiofor pour le rôle de Solomon Northup dans Twelve Years a Slave
  - Tom Hanks pour le rôle de Richard Phillips dans Capitaine Phillips (Captain Phillips)
  - Forest Whitaker pour le rôle de Cecil Gaines dans Le Majordome (The Butler)

#### Meilleure actrice
- Cate Blanchett pour le rôle de Jasmine Francis dans Blue Jasmine
  - Sandra Bullock pour le rôle de Ryan Stone dans Gravity
  - Judi Dench pour le rôle de Philomena Lee dans Philomena
  - Meryl Streep pour le rôle de Violet Weston dans Un été à Osage County (August: Osage County)
  - Emma Thompson pour le rôle de Pamela L. Travers dans Dans l'ombre de Mary (Saving Mr. Banks)

#### Meilleur acteur dans un second rôle
- Jared Leto pour le rôle de Rayon dans Dallas Buyers Club
  - Barkhad Abdi pour le rôle d'Abduwali Muse dans Capitaine Phillips (Captain Phillips)
  - Daniel Brühl pour le rôle de Niki Lauda dans Rush
  - Michael Fassbender pour le rôle d'Edwin Epps dans Twelve Years a Slave
  - James Gandolfini pour le rôle d'Albert dans All About Albert (Enough Said)

#### Meilleure actrice dans un second rôle
- Lupita Nyong'o pour le rôle de Patsey dans Twelve Years a Slave
  - Jennifer Lawrence pour le rôle de Rosalyn Rosenfeld dans American Bluff (American Hustle)
  - Julia Roberts pour le rôle de Barbara Weston dans Un été à Osage County (August: Osage County)
  - June Squibb pour le rôle de Kate Grant dans Nebraska
  - Oprah Winfrey pour le rôle de Gloria Gaines dans Le Majordome (The Butler)

#### Meilleure distribution
- American Bluff (American Hustle)
  - Dallas Buyers Club
  - Le Majordome (The Butler)
  - Twelve Years a Slave
  - Un été à Osage County (August: Osage County)

#### Meilleure équipe de cascadeurs
- Du sang et des larmes (Lone Survivor)
  - All Is Lost
  - Fast and Furious 6
  - Rush
  - Wolverine : Le Combat de l'immortel (The Wolverine)

### Télévision
Note : le symbole « ♕ » rappelle le gagnant de l'année précédente (si nomination).

#### Meilleur acteur dans une série dramatique
- Bryan Cranston pour le rôle de Walter White dans Breaking Bad ♕
  - Steve Buscemi pour le rôle de Nucky Thompson dans Boardwalk Empire
  - Jeff Daniels pour le rôle de Will McAvoy dans The Newsroom
  - Peter Dinklage pour le rôle de Tyrion Lannister dans Game of Thrones
  - Kevin Spacey pour le rôle de Frank Underwood dans House of Cards

#### Meilleure actrice dans une série dramatique
- Maggie Smith pour le rôle de Violet, comtesse douairière de Grantham dans Downton Abbey
  - Claire Danes pour le rôle de Carrie Mathison dans Homeland ♕
  - Anna Gunn pour le rôle de Skyler White dans Breaking Bad
  - Jessica Lange pour le rôle de Fiona Goode dans American Horror Story: Coven
  - Kerry Washington pour le rôle d'Olivia Pope dans Scandal

#### Meilleure distribution pour une série dramatique
- Breaking Bad
  - Boardwalk Empire
  - Downton Abbey ♕
  - Game of Thrones
  - Homeland

#### Meilleur acteur dans une série comique
- Ty Burrell pour le rôle de Phil Dunphy dans Modern Family
  - Alec Baldwin pour le rôle de Jack Donaghy dans 30 Rock ♕
  - Jason Bateman pour le rôle de Michael Bluth dans Arrested Development
  - Don Cheadle pour le rôle de Marty Kaan dans House of Lies
  - Jim Parsons pour le rôle du Dr Sheldon Cooper dans The Big Bang Theory

#### Meilleure actrice dans une série comique
- Julia Louis-Dreyfus pour le rôle de la vice-présidente Selina Meyer dans Veep
  - Mayim Bialik pour le rôle d'Amy Farrah Fowler dans The Big Bang Theory
  - Julie Bowen pour le rôle de Claire Dunphy dans Modern Family
  - Edie Falco pour le rôle de Jackie Payton dans Nurse Jackie
  - Tina Fey pour le rôle de Liz Lemon dans 30 Rock ♕

#### Meilleure distribution pour une série comique
- Modern Family ♕
  - 30 Rock
  - Arrested Development
  - The Big Bang Theory
  - Veep

#### Meilleur acteur dans une mini-série ou un téléfilm
- Michael Douglas pour le rôle de Liberace dans Ma vie avec Liberace (Behind the Candelabra)
  - Matt Damon pour le rôle de Scott Thorson dans Ma vie avec Liberace (Behind the Candelabra)
  - Jeremy Irons pour le rôle du roi Henri IV dans The Hollow Crown
  - Rob Lowe pour le rôle de John F. Kennedy dans Killing Kennedy
  - Al Pacino pour le rôle de Phil Spector dans Phil Spector

#### Meilleure actrice dans une mini-série ou un téléfilm
- Helen Mirren pour le rôle de Linda Kenney Baden dans Phil Spector
  - Angela Bassett pour le rôle de Coretta Scott King dans Betty and Coretta
  - Helena Bonham Carter pour le rôle de Elizabeth Taylor dans Burton and Taylor
  - Holly Hunter pour le rôle de GJ dans Top of the Lake
  - Elisabeth Moss pour le rôle de Robin Griffin dans Top of the Lake

#### Meilleure équipe de cascadeurs dans une série télévisée
- Game of Thrones ♕
  - Breaking Bad
  - Boardwalk Empire
  - Homeland
  - The Walking Dead

### Screen Actors Guild Life Achievement Award
- Rita Moreno

### In Memoriam
Tom Hanks a présenté un segment In Memoriam qui a honoré les disparus de l'année 2013 : Peter O'Toole, Karen Black, Paul Walker, Dennis Farina, Julie Harris, Ed Lauter, Ken Norton, Tom Laughlin, Tony Musante, Deanna Durbin, Annette Funicello, Carmen Zapata, Milo O'Shea, Allan Arbus, Eydie Gormé, Bonnie Franklin, Steve Forrest, John Kerr, Juanita Moore, Joan Fontaine, Jeanne Cooper, Hal Needham, Michael Ansara, Richard Griffiths, Al Ruscio, Esther Williams, Joseph Ruskin, Marcia Wallace, Ned Wertimer, Jane Kean, James Avery, Dale Robertson, August Schellenberg, Eleanor Parker, Lee Thompson Young, Jean Stapleton, Jonathan Winters, Malachi Throne, Eileen Brennan, Cory Monteith et James Gandolfini.

## Statistiques

### Nominations multiples

#### Cinéma
4 : Twelve Years a Slave
3 : Un été à Osage County, Dallas Buyers Club, Le Majordome
2 : American Bluff, Capitaine Phillips, Rush

#### Télévision
4 : Breaking Bad
3 : 30 Rock, The Big Bang Theory, Boardwalk Empire, Downton Abbey, Game of Thrones, Homeland, Modern Family
2 : Arrested Development, Ma vie avec Liberace, Top of the Lake, Veep

### Récompenses multiples

#### Cinéma
2 : Dallas Buyers Club

#### Télévision
2 : Breaking Bad, Modern Family